# نجمة الفارس الإجوازوية
نجمة الفارس الإجوازوية (الاسم العلمي:Hippeastrum iguazuanum) هي نوع من النباتات تتبع جنس نجمة الفارس من الفصيلة النرجسية.